# Le Vernay
Le Vernay (toponimo francese) è una frazione dei comuni svizzeri di Bursins e Luins, nel Canton Vaud (distretto di Nyon).

## Storia
Già comune autonomo, nel 1830 è stato soppresso e ripartito tra i comuni di Bursins e Luins.

## Amministrazione
Ogni famiglia originaria del luogo fa parte del cosiddetto comune patriziale e ha la responsabilità della manutenzione di ogni bene ricadente all'interno dei confini della frazione.